# Miranda (La Tempestad)
Miranda es uno de los personajes principales de la obra La Tempestad de William Shakespeare. Ella es el único personaje femenino que aparece en el escenario.
Miranda es hija de Próspero, otro de los personajes principales de La tempestad. Fue desterrada a la Isla junto con su padre el duque de Milan pues este inclinado a sus estudios ocultistas le confía el trono a su hermano Antonio que después sería traicionado con la ayuda de Alonso el rey de Nápoles, destierran a Próspero y su hija Miranda en una embarcación inhabilitada a la deriva, hasta llegar a la isla donde vivirían poniéndose así a salvo su padre y la pequeña Miranda a la edad de tres años, en los siguientes doce años ha vivido con su padre y su esclavo, Calibán que es una criatura de aspecto monstruoso local de la isla e hijo de la bruja Sycorax que encerró en el tronco de un árbol al espíritu Ariel que fue liberado por Próspero y que sería su sirviente, estos dos personajes serían sus únicas compañía. Es abiertamente compasiva e inconsciente de los males del mundo que la rodea, y se entera del destino de su padre al principio de la obra.
En sus estudios el duque Próspero adquiere habilidades sobrenaturales y es el responsable de la tempestad que hace naufragar a Antonio y Alonso el rey de Nápoles y su hijo Ferdinand y los otros junto a la tripulación, que con la ayuda del espíritu Ariel hace encallar en la isla con la intención de vengarse por los actos cometidos previamente y separados en diferentes partes de la isla. 

## Orígenes
Existe la especulación de que Miranda, junto con su esposo, Ferdinand, puede tener la intención de representar a Isabel Estuardo y su nuevo cónyuge, el elector Federico V, ya que La tempestad se representó originalmente para la corte del padre de Isabel, el rey Jaime, en celebración del matrimonio.

## Papel en la obra
La segunda escena de La tempestad comienza con Miranda, rogándole a su padre que perdone la vida de los hombres en el mar. Ella es consciente de los poderes que posee Próspero y le ruega que detenga la tormenta. En ocasiones Miranda desafía a su padre. A medida que avanza la escena, se le revela que ella es, de hecho, la Princesa de Milán.
Cuando aparece el sirviente de Próspero, Miranda cae en un sueño inducido de un hechizo. Ella se despierta cuando la convocan y pronto se muestra que los dos tienen una relación conflictiva, muy probablemente causado por el intento fallido infringido a Miranda por Calibán.
A medida que avanza el momento con Calibán, Miranda reprende a Calibán por el odio que expresa hacia su padre quien se había compadeció de él enseñándole normas.
Momentos después, se encuentra con Ferdinand está es la primera vez que Miranda ve a un hombre que no sea su padre en la situación los dos se enamoran de inmediato. Miranda está asombrada al verlo, cuestionando si es o no un espíritu. Si bien Próspero está complacido por la conexión inmediata que muestran los dos, adopta a propósito una actitud de animosidad hacia el príncipe náufrago, prohibiendo una relación entre los dos para que Ferdinand le dé un mayor valor al afecto de su hija.
Durante el encuentro, Miranda una vez más se enfrenta a su padre, argumentando en contra de su duro trato hacia Ferdinand y defendiendo su honor cuando Próspero se refiere a él como nada más que otro Calibán.
La próxima aparición de Miranda es en el tercer acto. Ella y Ferdinand se toman unos momentos juntos para conocerse y se casan rápidamente. Ella insiste en hacer el trabajo que su padre le ha asignado y le admite abiertamente su ingenuidad antes de jurarle su amor. La escena termina con su matrimonio, Miranda jura que será su sirvienta si Ferdinand no la toma como esposa.
Más tarde, ella y su nuevo esposo disfrutan de una máscara puesta por su padre para celebrar sus nupcias. La celebración es interrumpida por el repentino recuerdo de Próspero del complot de Calibán contra él, después de lo cual Miranda muestra una gran preocupación por el bienestar de su padre.

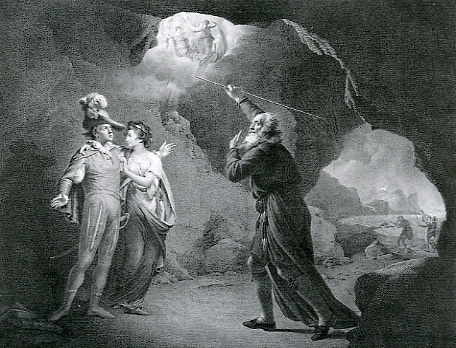
Miranda y Ferdinand, observando la mascarada.

Su última aparición es en la escena final de la obra. Después de que Próspero se revela a la multitud reunida, revela a la feliz pareja comprometida en un juego de ajedrez. Miranda se burla de Ferdinand por hacer trampa, pero admite que incluso si él es deshonesto, está más que feliz de creerlo por el amor que siente por él. Al descenlace de la obra Próspero se reconcilia con Antonio y los demás, regresando con Miranda y los náufragos de vuelta al ducado.